# Municipio de Harrison (condado de Allegheny)
El municipio de Harrison (en inglés: Harrison Township) es un municipio y lugar designado por el censo ubicado en el condado de Allegheny en el estado estadounidense de Pensilvania. En el año 2000 tenía una población de 10 934 habitantes y una densidad poblacional de 580.7 personas por km².

## Geografía
El municipio de Harrison se encuentra ubicado en las coordenadas 40°37′36″N 79°43′29″O / 40.62667, -79.72472.

## Demografía
Según la Oficina del Censo en 2000 los ingresos medios por hogar en la localidad eran de $33 482 y los ingresos medios por familia eran $42 309. Los hombres tenían unos ingresos medios de $36 743 frente a los $22 111 para las mujeres. La renta per cápita para la localidad era de $18 011. Alrededor del 11,4% de la población estaban por debajo del umbral de pobreza.